# Isopsefía

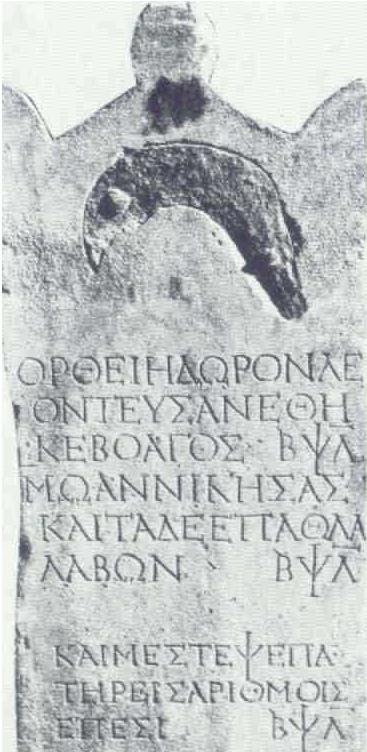
Ejemplo de isopsefía en una estela griega del Santuario de Artemisa Ortia.

La isopsefía (ἴσος isos, 'igual', y ψῆφος psephos, 'guijarro') es la práctica de sumar los valores numéricos de las letras (véase Numeración griega) en una palabra para formar un solo número. Los antiguos griegos utilizaban guijarros ordenados en patrones para aprender aritmética y geometría.
La isopsefía está relacionada con la gematría, que es la misma práctica utilizando el alfabeto hebreo. También, durante la Edad Media y hasta el Renacimiento era popular una forma de isopsefía a partir del latino; su legado permanece hoy en la numerología.

## Valores numéricos en el alfabeto griego
En griego, cada unidad, decena y centena está asignada a una letra específica. Esto requiere 27 letras, de manera que el alfabeto (de 24 letras) fue extendido utilizando tres letras obsoletas: digamma ϝ(también usada es stigma ϛ o, en griego moderno, στ) para 6, koppa ϙ para 90, y sampi ϡ para 900.
| Letra | Valor | Nombre         | Transliteración |
| ----- | ----- | -------------- | --------------- |
| Α α   | 1     | Alpha          | a               |
| Β βa  | 2     | Beta           | b               |
| Γ γ   | 3     | Gamma          | g               |
| Δ δ   | 4     | Delta          | d               |
| Ε ε   | 5     | Epsilon        | e               |
| Ϝ ϛ   | 6     | Digamma/Stigma | w               |
| Ζ ζ   | 7     | Zeta           | z               |
| Η η   | 8     | Eta            | ē               |
| Θ θ   | 9     | Theta          | th              |
| Ι ι   | 10    | Iota           | i               |
| Κ κ   | 20    | Kappa          | k               |
| Λ λ   | 30    | Lambda         | l               |
| Μ μ   | 40    | Mu             | m               |
| Ν ν   | 50    | Nu             | n               |
| Ξ ξ   | 60    | Xi             | x               |
| Ο ο   | 70    | Omicron        | o               |
| Π π   | 80    | Pi             | p               |
| Ϙ     | 90    | Koppa          | q               |
| Ρ ρ   | 100   | Rho            | r               |
| Σ σ   | 200   | Sigma          | s               |
| Τ τ   | 300   | Tau            | t               |
| Υ υ   | 400   | Upsilon        | y               |
| Φ φ   | 500   | Phi            | ph              |
| Χ χ   | 600   | Chi            | ch              |
| Ψ ψ   | 700   | Psi            | ps              |
| Ω ω   | 800   | Omega          | ō               |
| ϡ     | 900   | Sampi          | ts              |